# كيث كراوز
كيث كراوز هو عالم سياسة كندي، ولد في 15 يونيو 1960.